# Killing Is My Business... and Business Is Good!
Killing Is My Business... and Business Is Good! este albumul de debut al trupei americane de thrash metal, Megadeth. Albumul a fost lansat pe 12 iunie 1985 de către casa de discuri, Combat Records. La începutul anului 1985, trupa a primit 8.000 de dolari de la Combat pentru a înregistra și produce albumul lor de debut. Trupa a fost forțată să îl concedieze pe producătorul inițial și să producă albumul singur, după ce a cheltuit jumătate din bugetul albumului pe droguri, alcool și mâncare. În ciuda producției slabe, albumul a fost un efort bine primit, care a obținut recenzii puternice în diverse publicații muzicale. Killing Is My Business... and Business Is Good! a jucat un rol esențial în stabilirea thrash metal-ului ca un subgen autentic al muzicii heavy metal. Albumul explorează teme despre moarte, ocultism și violență.
Piesa "Mechanix", o melodie pe care Dave Mustaine a scris-o inițial pentru Metallica și un cover controversat a piesei din 1965 "These Boots Are Made for Walkin'". O ediție de lux, complet remixată și remasterizată cu mai multe piese bonus, a fost lansată prin intermediul casei de discuri, Loud Records pe 5 februarie 2002.
Prezintă lucrări de artă foarte diferite, cu coperta sa bazată pe versiunea proiectată inițial de Mustaine în 1985. Toate melodiile albumului au fost interpretate frecvent în timpul turneului inițial al lui Megadeth, dar au fost abandonate constant de pe setlist-ul de atunci. O nouă versiune remasterizată a albumului numit „Killing Is My Business… și Business Is Good! - The Final Kill” a fost lansată pe 8 iunie 2018, care include o versiune remasterizată a „These Boots”, redusă la versiunea lui Lee Hazlewood .

## Lista pieselor
Toate piesele sunt scrise de Dave Mustaine cu excepția piesei "These Boots" de Lee Hazlewood.
Prima parte
1. Last Rites/Loved to Death -	4:38
2. Killing Is My Business... and Business Is Good! - 3:05
3. The Skull Beneath the Skin - 3:46
4. These Boots (lansările de după 1995 nu includ această piesă) - 3:44

A doua parte

5. Rattlehead - 3:42

6. Chosen Ones - 2:54

7. Looking Down the Cross - 5:01

8. Mechanix - 4:20

Reeditare din 2002
1. Last Rites/Loved to Death - 4:38
2. Killing Is My Business... and Business Is Good! - 3:05
3. The Skull Beneath the Skin - 3:46
4. Rattlehead - 3:42
5. Chosen Ones - 2:54
6. Looking Down the Cross - 5:01
7. Mechanix - 4:20
8. These Boots (toate variațiile de versuri ale lui Mustaine sunt cenzurate) - 3:44
9. Last Rites/Loved to Deth (demo) - 4:16
10. Mechanix(demo) - 3:59
11. The Skull Beneath the Skin (demo) - 3:11

The Final Kill (reeditare din 2018)
1. Last Rites/Loved to Death - 4:52
2. Killing Is My Business... and Business Is Good! - 3:04
3. The Skull Beneath the Skin - 3:43
4. Rattlehead - 3:40
5. Chosen Ones - 2:54
6. Looking Down the Cross - 4:59
7. Mechanix - 4:23
8. These Boots (vocale înregistrate cu versuri originale ale lui Lee Hazlewood) - 3:36
9. Last Rites/Loved to Deth (live în London, Marea Britanie, 1987) - 4:48
10. Killing Is My Business... and Business Is Good! (live în Denver, Colorado, Statele Unite, 1986) - 4:07
11. The Skull Beneath the Skin (live în London, Marea Britanie, 1990) - 3:35
12. Rattlehead (live în Bochum, Germania, 1987) - 4:04
13. Chosen Ones (live în Denver, Colorado, Statele Unite, 1986) - 3:49
14. Looking Down the Cross (live în Denver, Colorado, Statele Unite, 1986)	4:39
15. Mechanix (live în Denver, Colorado, Statele Unite, 1986) - 3:46
16. Last Rites/Loved to Deth (demo) - 4:15
17. The Skull Beneath the Skin (demo) - 3:12
18. Mechanix (demo) - 4:00

## Personal
Megadeth
- Dave Mustaine - voce, chitară ritmică și principală, pian acustic
- Chris Poland - chitară
- David Ellefson - chitară bas, sprijin vocal
- Gar Samuelson - tobe, timpani

Producție
- Produs și mixat de Dave Mustaine și Karat Faye
- Coprodus de Megadeth
- Pre-producție de Jay Jones

2002 remix și remaster
- Mixat de Bill Kennedy
- Pro Tools de Chris Vrenna
- Stăpânit de Tom Baker

Remix și remasterizare The Final Kill 2018
- Mixat de Mark Lewis (piesele 1–8)
- Stăpânit de Ted Jensen